# Cyclaspis levis
Cyclaspis levis is een zeekommasoort uit de familie van de Bodotriidae. De wetenschappelijke naam van de soort is voor het eerst geldig gepubliceerd in 1892 door Thomson.